# Santa Maria Novella
Santa Maria Novella je bazilikální kostel ve Florencii v Itálii naproti hlavnímu nádraží, jež se jmenuje podle něho. Je to hlavní městský chrám dominikánského řádu. Slavné je jeho rané renesanční průčelí, obložené mramorovou mozaikou. V kostele, přiléhajícím ambitu a kapitulní síni se nachází řada uměleckých děl a náhrobků. Především se jedná o slavné fresky gotických a raně renesančních umělců.

## Historie
Přízvisko Novella (česky nový) dostal kostel proto, že na jeho místě stávala od 9. století starší modlitebna Panny Marie (Santa Maria delle Vigne). V roce 1221 získali areál dominikáni a představení řádu se rozhodli zde postavit nový kostel. Podobu kostela navrhli dva dominikánští mniši Fra Sisto Fiorentino a Fra Ristoro da Campi. Výstavba začala už kolem roku 1246 a dokončena byla kolem roku 1360 pod dohledem mnicha Iacopo Talentiho dostavěním zvonice a sakristie. V této době však byla dokončená pouze spodní část gotické fasády. K vysvěcení došlo v roce 1420 papežem Martinem V.
V letech 1456 až 1470 vznikala horní část černo-bíle vykládaného mramorového průčelí kostela. Autorem je architekt Leon Battista Alberti.
Na vlysu pod pedimentem se nachází nápis, který zmiňuje patrona výstavby a místního obchodníka s textilem Giovanniho di Paolo Rucellaie.

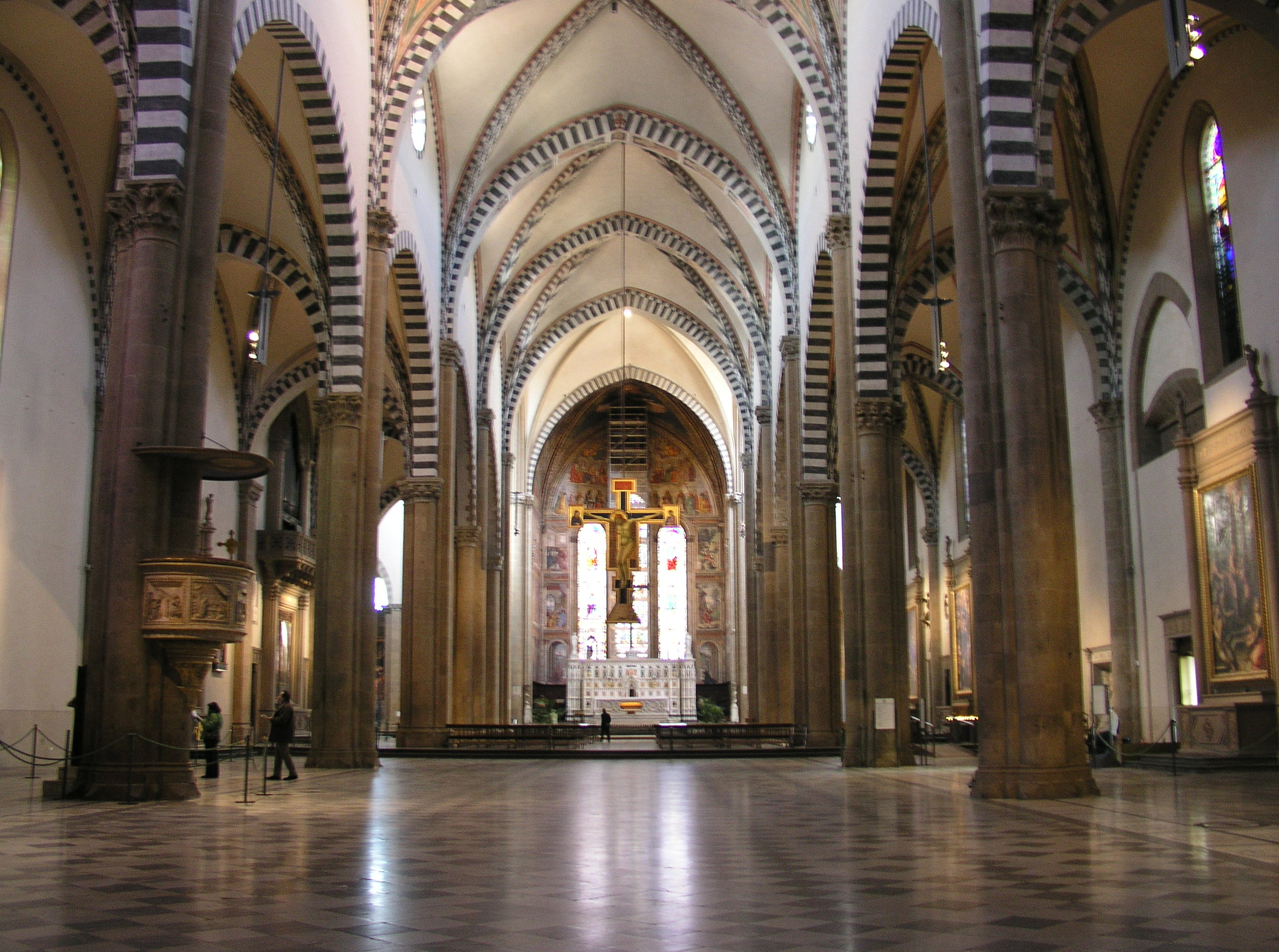
Interiér

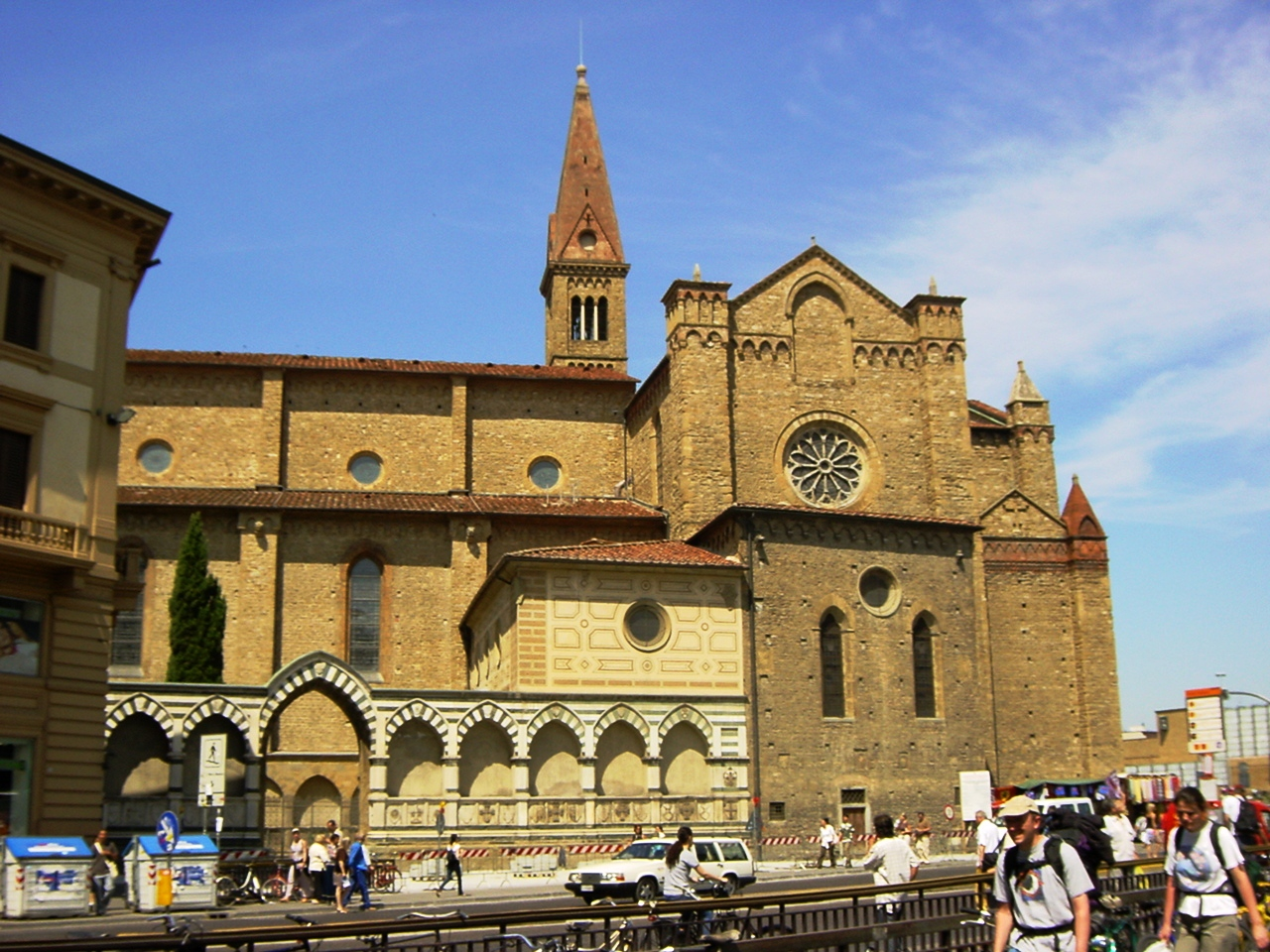
Pohled z boku

 IOHAN(N)ES ORICELLARIUS PAU(LI) F(ILIUS) AN(NO) SAL(UTIS) MCCCCLXX (Giovanni Rucellai syn Paolův v roce spásy 1470.

## Interiér
Obrovský interiér vychází z původních plánů baziliky, navržené do tvaru latinského kříže. Tvoří jej hlavní loď, dvě boční lodě s okny z barevného skla a krátký transept. Hlavní loď je 100 metrů dlouhá a bez nábytku působí vznešeným až strohým dojmem, v kontrastu s bohatou výzdobou kaplí. Boční lodi jsou nezvykle vysoké a od hlavní lodi je oddělují štíhlé pilíře s korintskými hlavicemi.
Jedním ze zajímavých prvků je zdejší kazatelna, jejímiž autory je Filippo Brunelleschi a jeho adoptivní syn. Právě z této kazatelny byla kdysi zahájena kampaň proti výrokům Galilea Galilei.

### Seznam umělců, kteří se podíleli na výzdobě interiéru
- Sandro Botticelli - freska narození Krista nad vchodem
- Baccio D'Agnolo - řezby ze dřeva
- Agnolo Bronzino - Ježíšův zázrak (Miracolo di Gesù)
- Filippo Brunelleschi - krucifix
- Tino di Camaino - terakotová busta svatého Antonína
- Nardo di Cione - fresky s vyobrazením božského rozsudku
- Duccio di Buoninsegna - Rucellai Madonna
- Lorenzo Ghiberti - náhrobek Leonardo Datiho (1423)
- Domenico Ghirlandaio - fresky v Tornabuoniho kapli a výzdoba oken s barevnými skly
- Filippino Lippi - fresky ve Strozziho kapli a výzdoba oken s barevnými skly
- Benedetto da Maiano - hrob Filippo Strozziho na zadní straně Strozziho kaple
- Giacomo Marchetti - Utrpení svatého Vavřince
- Masaccio - Svatá trojice
- Nino Pisano - Madonna s dítětem
- Bernardo Rossellino - památník Beaty Villany
- Santi di Tito - Vzkříšení Lazara
- Paolo Uccello - fresky v křížové chodbě
- Giorgio Vasari - Madonna del Rosario

a další.

### Galerie

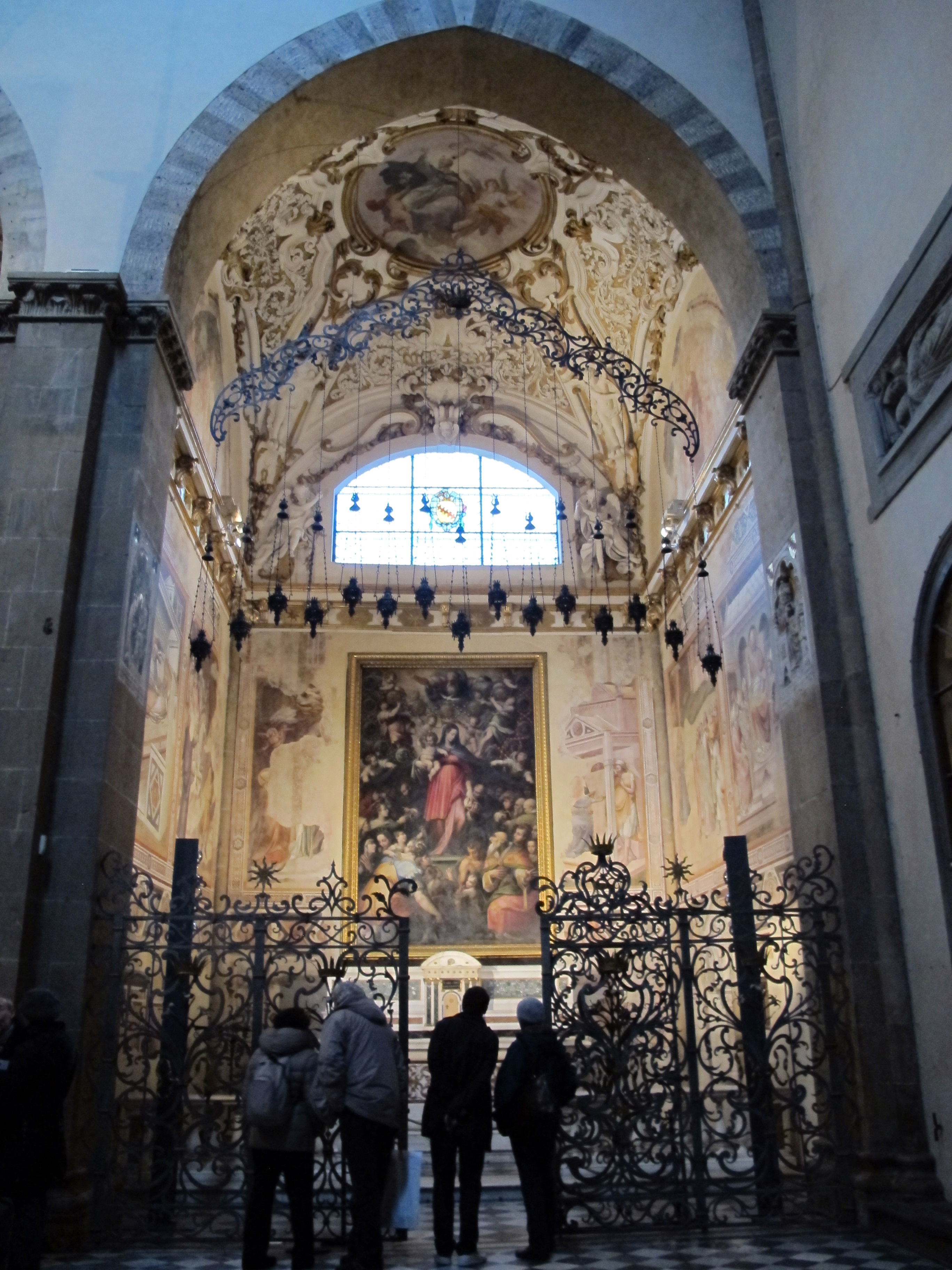
Kaple Bardi
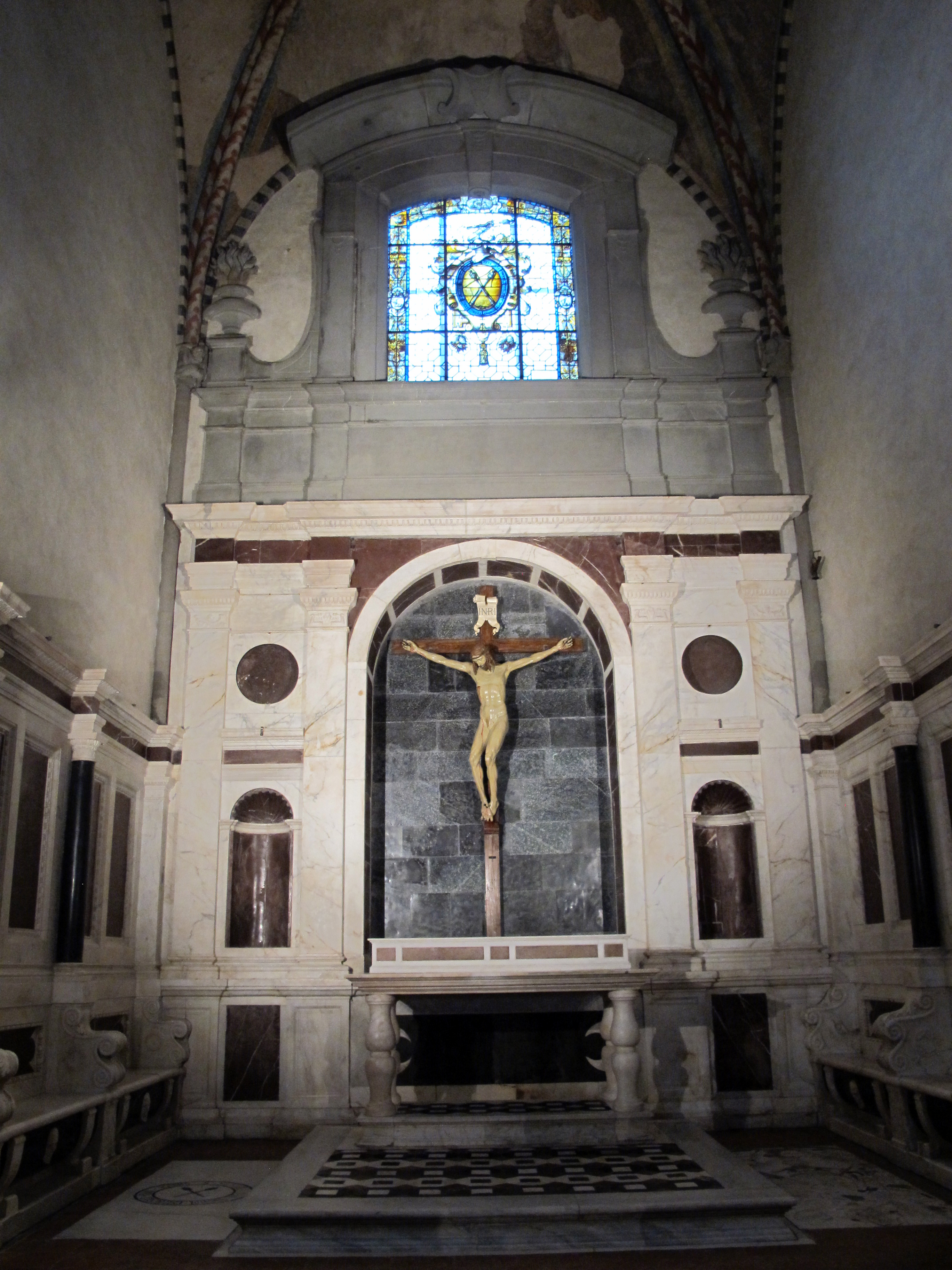
Filippo Brunelleschi, Ukřižování v kapli Gondi
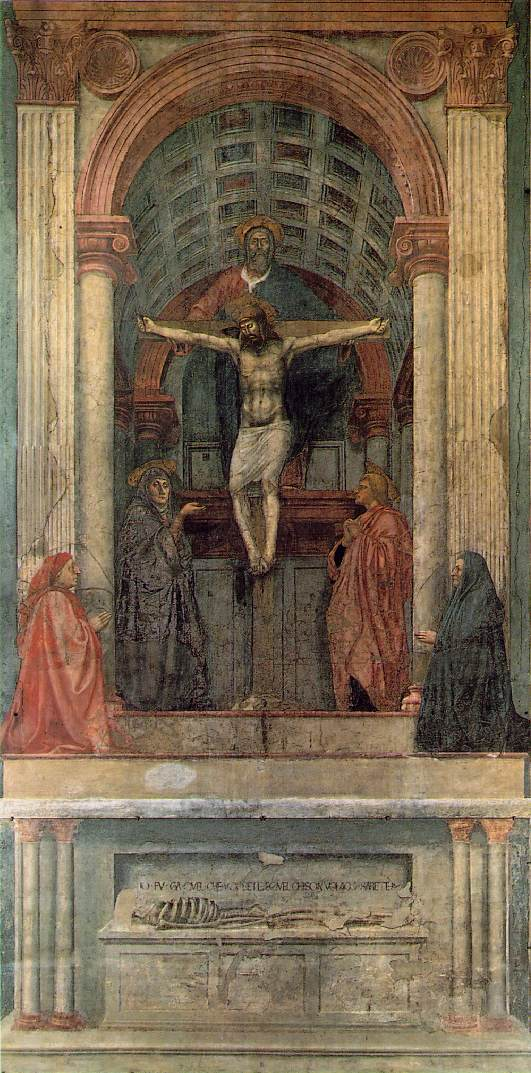
Masaccio, Svatá trojice
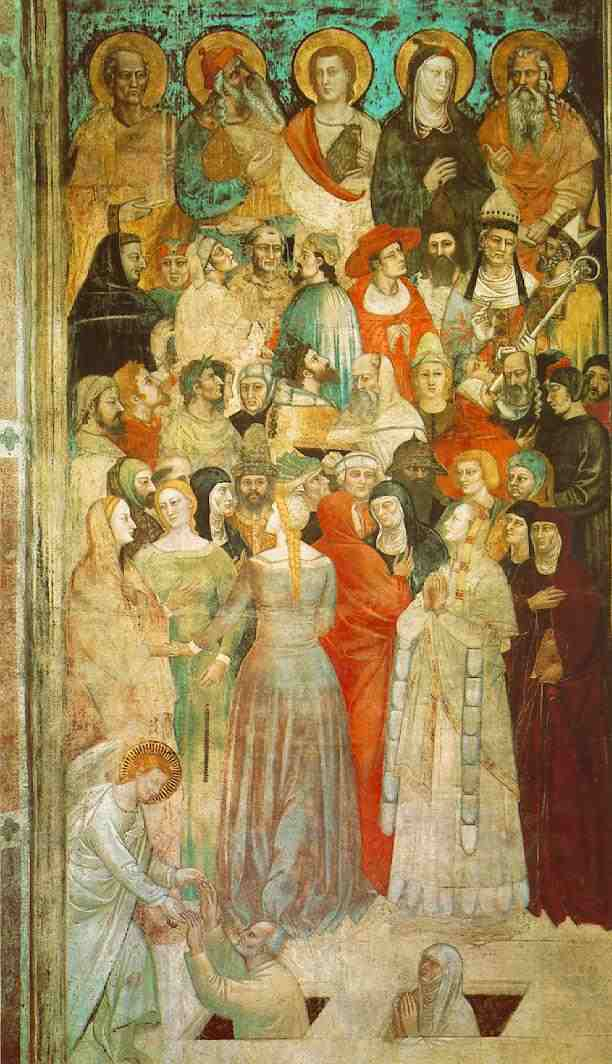
Nardo di Cione, Poslední soud
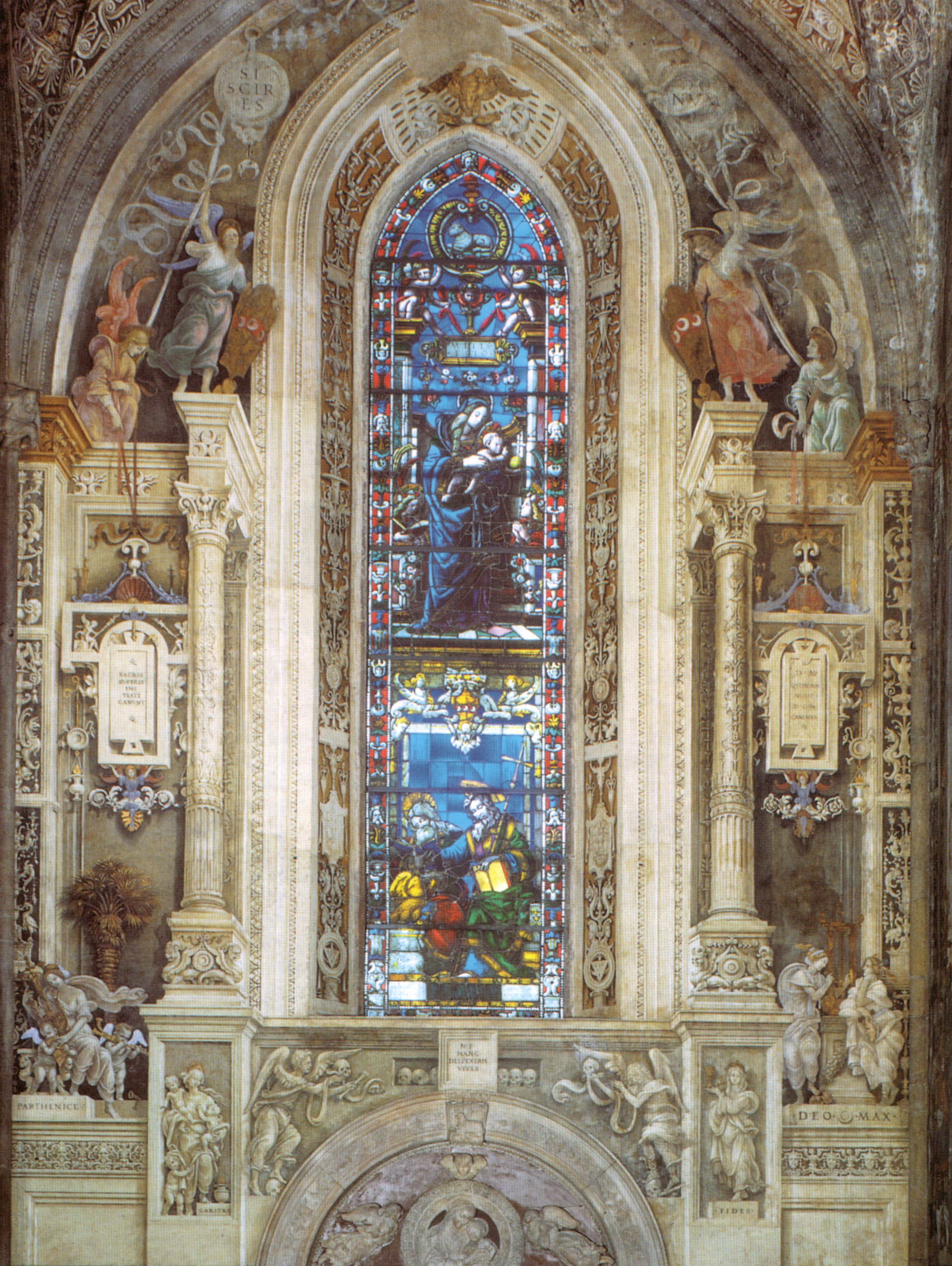
Kaple Filippa Strozzi
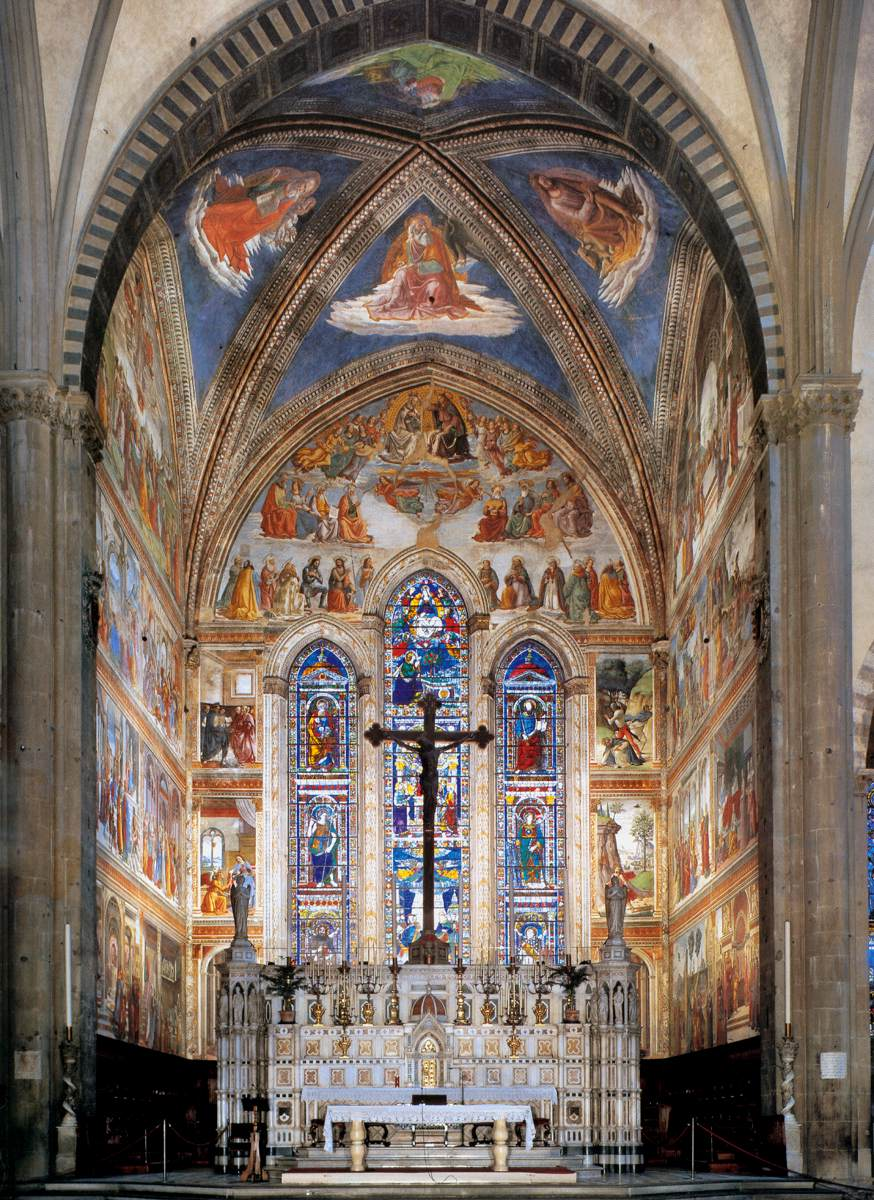
Ghirlandaio, fresky v kapli Tornabuoni (1490)
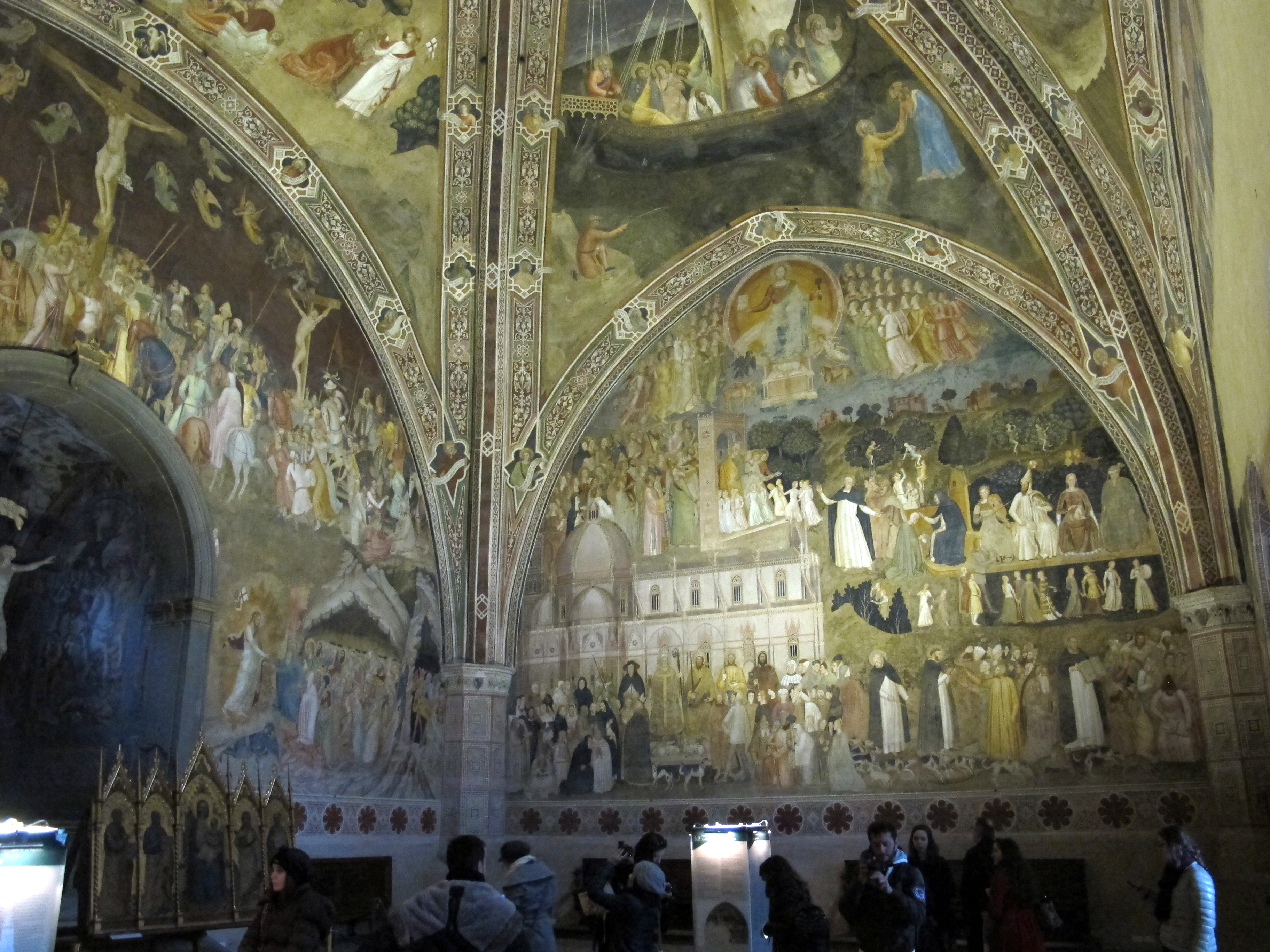
A. di Bonaiuti, fresky ve Španělské kapli (1367)
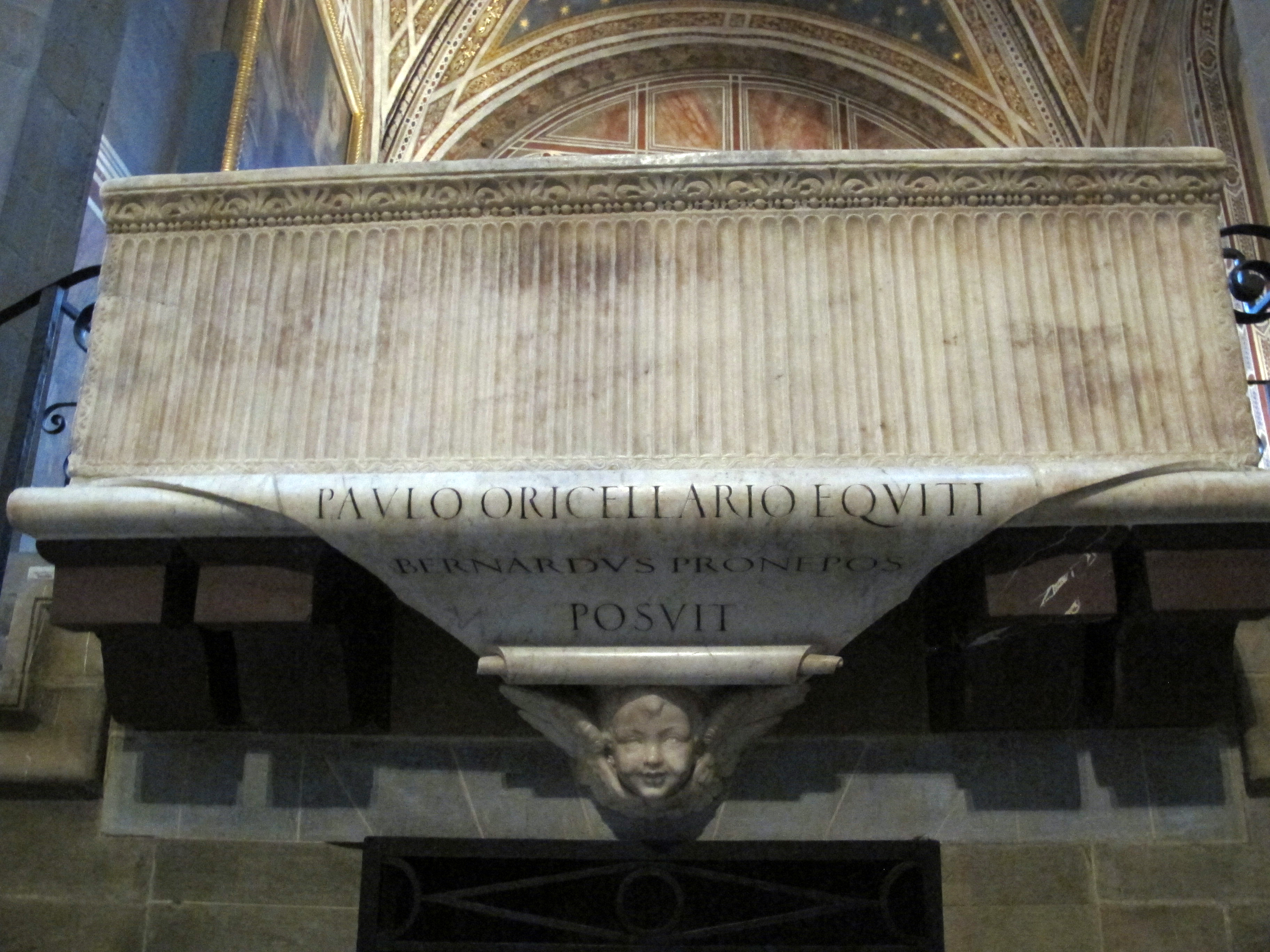
Náhrobek Paola Rucellai
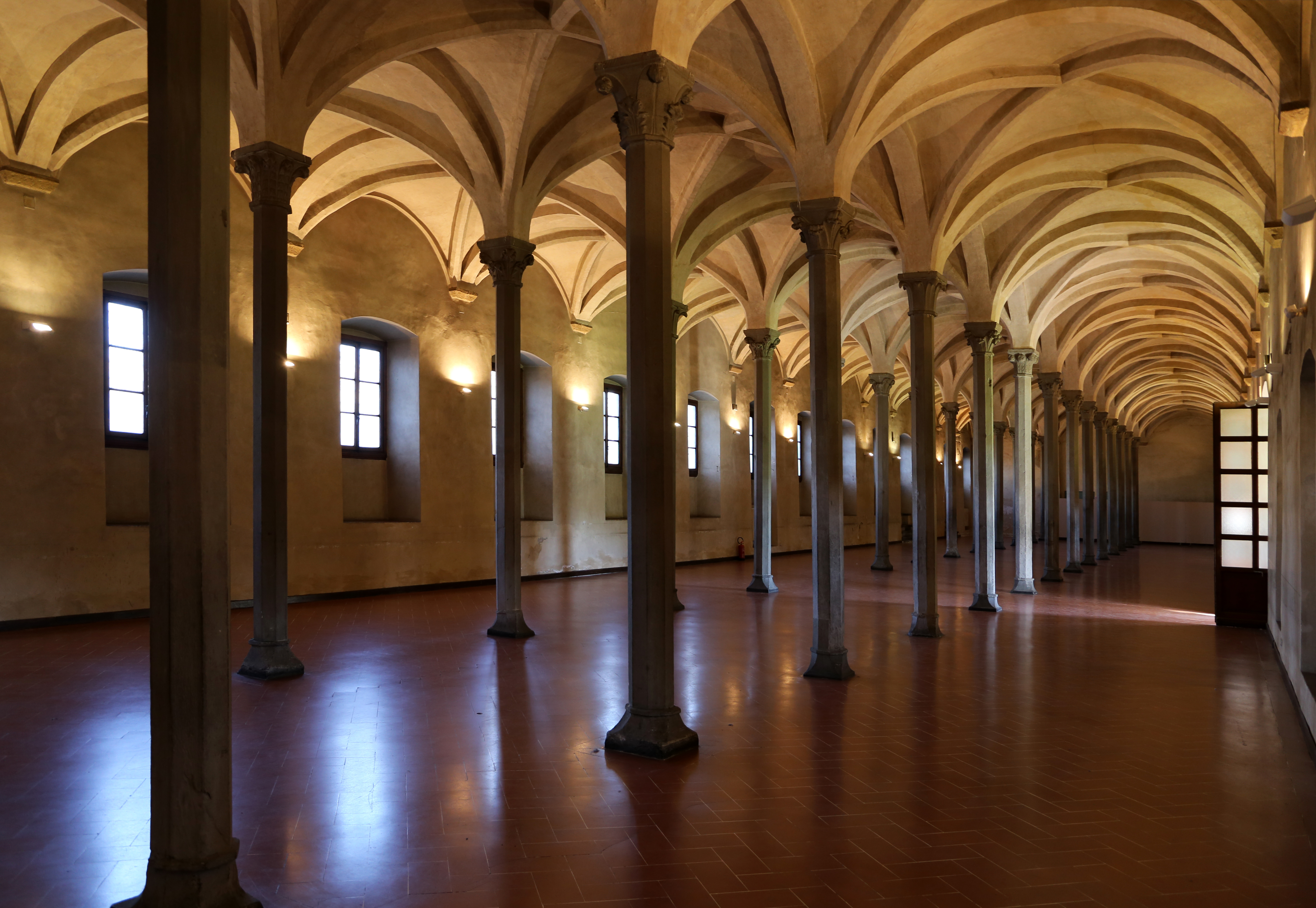
Ložnice v klášteře (po 1300)